# Liste der Monuments historiques in Bourbonne-les-Bains
Die Liste der Monuments historiques in Bourbonne-les-Bains führt die Monuments historiques in der französischen Gemeinde Bourbonne-les-Bains auf.

## Liste der Immobilien
| Bezeichnung                         | Beschreibung                                                        | Standort                                        | Kennzeichnung | Schutzstatus | Datum     | Bild           |
| ----------------------------------- | ------------------------------------------------------------------- | ----------------------------------------------- | ------------- | ------------ | --------- | -------------- |
| Kirche Notre-Dame-en-son-Assomption | ab dem 12. Jahrhundert                                              | Bourbonne-les-Bains, place de Verdun (Lage)     | PA00078955    | Classé       | 1875      | weitere Bilder |
| Gallorömische Ruinen                | neuzeitlich arrangierte Fundstücke, darunter ein achteckiges Becken | Bourbonne-les-Bains, im Kurpark (Lage)          | PA00078957    | Inscrit      | 1925      | weitere Bilder |
| Kirche St-Marcellin                 | ab dem 11. Jahrhundert                                              | Villars-Saint-Marcellin, rue de l’Église (Lage) | PA00078956    | Classé       | 1846 1909 | weitere Bilder |

## Liste der Objekte
| Bezeichnung                        | Beschreibung                                                                               | Standort                                                               | Kennzeichnung | Schutzstatus | Datum | Bild           |
| ---------------------------------- | ------------------------------------------------------------------------------------------ | ---------------------------------------------------------------------- | ------------- | ------------ | ----- | -------------- |
| Taufbecken                         | Kalkstein, Anfang des 16. Jahrhunderts                                                     | Bourbonne-les-Bains, in der Kirche Notre-Dame-en-son-Assomption (Lage) | PM52000127    | Classé       | 1960  | weitere Bilder |
| Votivstele an Borvo und Damona (1) | Stein, gallorömisch                                                                        | Bourbonne-les-Bains, in der Wandelhalle (Lage)                         | PM52000131    | Classé       | 1972  |                |
| Grab des heiligen Marcellinus      | Stein, 13. Jahrhundert                                                                     | Villars-Saint-Marcellin, in der Kirche St-Marcellin (Lage)             | PM52000132    | Classé       | 1908  |                |
| Skulptur Heilige Katharina         | Stein, 15. Jahrhundert                                                                     | Bourbonne-les-Bains, in der Kirche Notre-Dame-en-son-Assomption (Lage) | PM52000125    | Classé       | 1955  |                |
| Votivstele an Borvo und Damona (2) | Stein, gallorömisch                                                                        | Bourbonne-les-Bains, in der Wandelhalle (Lage)                         | PM52000130    | Classé       | 1972  |                |
| Kirchenfenster Keruzigungsgruppe   | aus dem 17. Jahrhundert                                                                    | Villars-Saint-Marcellin, in der Kirche St-Marcellin (Lage)             | PM52000135    | Classé       | 1973  |                |
| Skulptur Madonna mit Kind          | Marmor, 14. Jahrhundert; aus der Kirche St-Savinien in Sens                                | Bourbonne-les-Bains, in der Kirche Notre-Dame-en-son-Assomption (Lage) | PM52000126    | Classé       | 1958  |                |
| Skulptur Verkündigungsmadonna      | Kalkstein, Anfang des 16. Jahrhunderts                                                     | Bourbonne-les-Bains, in der Wandelhalle (Lage)                         | PM52000129    | Classé       | 1953  |                |
| Orgel                              | Haupteintrag für PM52000136                                                                | Bourbonne-les-Bains, in der Kirche Notre-Dame-en-son-Assomption (Lage) | PM52001487    | Classé       | 1981  |                |
| Instrumentalteil der Orgel         | 1883/84 von Jaquot-Jeanpierre gebaut                                                       | Bourbonne-les-Bains, in der Kirche Notre-Dame-en-son-Assomption (Lage) | PM52000136    | Classé       | 1981  |                |
| Vierge du Prieuré                  | Madonna mit Kind; Holz, vergoldet, 15. Jahrhundert; aus dem ehemaligen Benediktinerkloster | Bourbonne-les-Bains, in der Kirche Notre-Dame-en-son-Assomption (Lage) | PM52000124    | Classé       | 1914  |                |
| Gemälde Porträt von Nicolas Mangin | Ölfarbe auf Leinwand, 1767 von Jean-Baptiste Laurent                                       | Bourbonne-les-Bains, in der Kirche Notre-Dame-en-son-Assomption (Lage) | PM52000128    | Classé       | 1971  |                |
| Pietà                              | Stein, farbig gefasst, Ende des 15. Jahrhunderts                                           | Villars-Saint-Marcellin, in der Kirche St-Marcellin (Lage)             | PM52000133    | Classé       | 1966  |                |
| Kanzel                             | Holz, 18. Jahrhundert                                                                      | Villars-Saint-Marcellin, in der Kirche St-Marcellin (Lage)             | PM52000134    | Classé       | 1966  |                |
| Gemälde Grablegung                 | Ölfarbe auf Leinwand, 17. Jahrhundert; nach Tizian                                         | Villars-Saint-Marcellin, in der Kirche St-Marcellin (Lage)             | PM52001674    | Inscrit      | 1982  |                |
| Skulptur Heiliger Nikolaus         | Holz, farbig gefasst, 17. Jahrhundert                                                      | Villars-Saint-Marcellin, in der Kirche St-Marcellin (Lage)             | PM52001675    | Inscrit      | 1974  |                |